# 보성 대원사 자진국사 부도
보성 대원사 자진국사 부도(寶城 大原寺 慈眞國師 浮屠)는 대한민국 전라남도 보성군 문덕면 죽산리, 대원사에 있는 자진국사의 사리탑이다. 1973년 4월 21일 전라남도의 유형문화재 제35호로 지정되었다.

## 개요
고려 원종 원년(1260) 대원사를 크게 중창한 바 있고, 한때 이곳에 머물렀던 자진국사의 사리탑이다. 자진국사는 고려 고종 2년(1215)에 태어나 충열왕 12년(1286) 72세로 입적할 때까지 조계산 송광사에서 그 이름을 떨쳤다.
그의 사리탑은 대원사 극락전 오른쪽에 자리하고 있으며, 기단부(基壇部)·탑신(塔身) 등이 모두 8각을 이루고 있다. 기단부는 연꽃무늬를 새긴 아래받침돌 위로, 활짝핀 연꽃모양의 윗받침돌이 바로 놓여 있는데, 가운데받침돌을 생략한 것인지 잃어버린 것인지는 정확히 알 수 없다. 탑신의 몸돌은 비교적 높고 가늘고, 두텁고 좁은 지붕돌은 급한 경사가 흐르며 여덟 귀퉁이에서의 치켜올림이 약하다. 꼭대기에는 복발(覆鉢:얹어놓은 대접모양의 장식), 보주(寶珠:꽃봉오리 모양 장식)가 얹혀져 머리장식을 하고 있는데, 훗날에 새로 만든 것으로 보인다.
전체적으로 섬세한 조각수법은 보이지 않으나, 단순하면서도 세련된 고려시대의 사리탑이라 할 수 있다.

## 같이 보기
- 자진국사
- 대원사

## 참고 자료
- 대원사자진국사부도 - 국가유산청 국가유산포털